# Freerk Hindriks Boels
Freerk Hindriks Boels (Onstwedde, 26 november 1845 - aldaar, 11 december 1919) was een Nederlandse arbeider en burgemeester.

## Biografie
Boels was een zoon van de landbouwer Hindrik Freerks Boels en Gepke Jans Schreuder. Hij was gehuwd met Albertje Heis, dochter van de landbouwer Dethmer Wubbes Heis en Elsien Luitjes Jarks uit Onstwedde.
Boels was aanvankelijk arbeider te Onstwedde. In 1895 werd hij benoemd tot burgemeester van Nieuwe Pekela. Hij vervulde deze functie tot 1917.